# ТОР «Гуково»
Территория опережающего социально-экономического развития «Гуково» — территория городского округа Гуково в Ростовской области, на которой действует особый правовой режим предпринимательской деятельности. Образована в 2016 году.

## Развитие территории
В 2014 году Гуково было включёно в перечень монопрофильных муниципальных образований (моногородов), что впоследствии дало городу право на оформление статуса территории опережающего социально-экономического развития. ТОР «Гуково» была создана в соответствии с постановлением Правительства РФ от 28 января 2016 года № 45 "О создании территории опережающего социально-экономического развития «Гуково» в границах городского округа город Гуково с целью привлечения инвестиций и создания новых рабочих мест, не связанных с деятельностью градообразующих предприятий города,.

## Условия для резидентов
Требования к потенциальным резидентам ТОР «Гуково», согласно уточнениям, внесенным постановлением Правительства РФ от 26 апреля 2017 г. № 494 «О внесении изменений в постановление Правительства Российской Федерации от 22 июня 2015 г. № 614», предусматривают, что компании-соискатели должны быть вести деятельность исключительно на территории города, предоставить минимальный объем инвестиций не менее 2,5 млн рублей (без учета НДС) в течение первого года, создать не менее 10 новых рабочих мест в течение первого года, не находиться в процессе ликвидации, банкротства или реорганизации и соответствовать профильным видам деятельности ТОР. Для резидентов предусмотрен льготный налоговый режим: налог на прибыль в федеральный бюджет обнуляется, отчисления в региональный бюджет составят не более 5 % в течение первых пяти лет с момента первой прибыли, затем не более 10 %. Обнуляются налоги на землю и имущество, страховые взносы снижаются до 7,6 %.

## Резиденты и проекты
К середине 2019 года на территории опережающего развития было зарегистрировано восемь резидентов. Это — компании «Аква Маркет +», «Европлита», «Медведь», «НПП Научно-производственное предприятие „Современные системы стыковки конвейерных лент“», «Тепличный комплекс „Гуковский“»), «Термолант», «Титан» и «Швея»; позднее к ним прибавился «Гуковский завод строительных материалов» (ООО «ГЗСМ»), ставший девятым резидентом ТОР «Гуково».
По информации правительства Ростовской области, к началу 2019 года число резидентов ТОСЭР увеличилось до десяти, объем инвестиций составил порядка 400 млн рублей, было создано 817 новых рабочих мест.
В конце 2021 года в ТОР «Гуково» был зарегистрирован ещё новый резидент, холдинг «АБВ» с крупным проектом строительства завода базальтового волокна; заявленны общий объём инвестиций — более 4 млрд рублей.